# Viktoria Rebensburg
Viktoria Rebensburg, nemška alpska smučarka, * 4. oktober, 1989, Tegernsee, Nemčija.

## Dosežki
Na Zimskih olimpijskih igrah 2010 v Vancouvru je prišla do svojega največjega uspeha v karieri, kjer je osvojila naslov olimpijske prvakinje v veleslalomu. Štiri leta kasneje v Sočiju pa bronasto olimpijsko medaljo.
V svoji karieri je osvojila dva mala kristalna globusa za najboljšo veleslalomistko v sezonah 2011 in 2012.

### Kristalni globusi
2 kristalna globusa (2 veleslalomska)
| Sezona  |            |
| Globusi |            |
| 2011    | Veleslalom |
| 2012    | Veleslalom |